# La Leçon d'amour dans un parc
La Leçon d'amour dans un parc est un roman de René Boylesve, publié en 1902.
Il décrit les jeux amoureux des occupants d'un château alors qu'une enfant, qui grandit au fil du roman, se pose en spectatrice innocente de toutes ces scènes sans que ne soient affectés à ses yeux le rôle et l'expression du sentiment amoureux.

## Résumé
Dans le parc du château du marquis Foulques et de la marquise Ninon de Chamarante, dans l'ouest de la Touraine, l'installation d'une statue d'un Cupidon adolescent, pourvu de tous ses attributs virils, inspire des sentiments très divers, allant de la répulsion à l'attirance secrète, aux femmes qui habitent ce château ou qui y viennent en visite. Chacune d'elles trouve donc des prétextes pour se rendre au bassin où elle trône.
Les années passent ; la marquise met au monde une petite fille, Jacquette. En grandissant, l'enfant doit être tenue à l'écart du spectacle impudique de cette statue. Le bassin et Cupidon sont donc dissimulés au cœur d'un labyrinthe végétal. Ces précautions semblant insuffisantes, la marraine et la gouvernante de Jacquette se mettent en devoir d'émasculer la statue. Ninon, de son côté, succombe aux charmes du tout jeune Monsieur de Châteaubedeau, à peine sorti de l'enfance, au grand désespoir du chevalier Dieutegard, ami de ce dernier mais secrètement amoureux de Ninon. Dieutegard fuit le château et se réfugie dans la masure d'un ancien jardinier qui vénère lui aussi Ninon. Tous deux viennent secrètement entretenir, comme un lieu de culte, le labyrinthe, le bassin et la statue qu'ils ont « réparée ».
En prévision de sa première communion, Jacquette est recluse, avec sa gouvernante, dans des appartements qui ne tardent pas à devenir, à l'insu de leurs occupantes « légitimes », le lieu de rendez-vous amoureux. 
Dans l'emballement final du roman, autour du bassin et de la statue, Ninon tue accidentellement le chevalier Dieutegard au cours d'une partie de chasse avec M. de Châteaubedeau alors que ce dernier manque d'être étranglé par le jardinier. Le baron de Chemillé saisit l'occasion pour expliquer à sa filleule Jacquette, témoin de la scène mais aussi de toutes les précédentes péripéties, ce qu'elle doit savoir sur le rôle et l'expression du sentiment amoureux.

## Personnages principaux
- le marquis Foulques de Chamarante ;
- la marquise Ninon de Chamarante ;
- Jacquette, fille de Foulques et de Ninon ;
- Monsieur de Châteaubedeau ;
- le Chevalier Dieutegard, neveu de Madame de Matefelon, elle-même marraine de Jacquette ;
- le baron Jacques de Chemillé, voisin et parrain de Jacquette.

René Boylesve choisit parfois dans ses romans l'un des personnages pour être son porte-parole, comme le marquis d'Aubrebie dans Mademoiselle Cloque. C'est ici le baron de Chemillé qui tient ce rôle. Lorsqu'il écrit La Leçon d'amour dans un parc, Boylesve vient de se marier et il est probable qu'il idéalise, dans le personnage de Jacquette, qui traverse tout le roman en spectateur innocent des ébats des autres personnages, les traits de son épouse Alice.

## Analyse de l'œuvre

### Lieu et époque

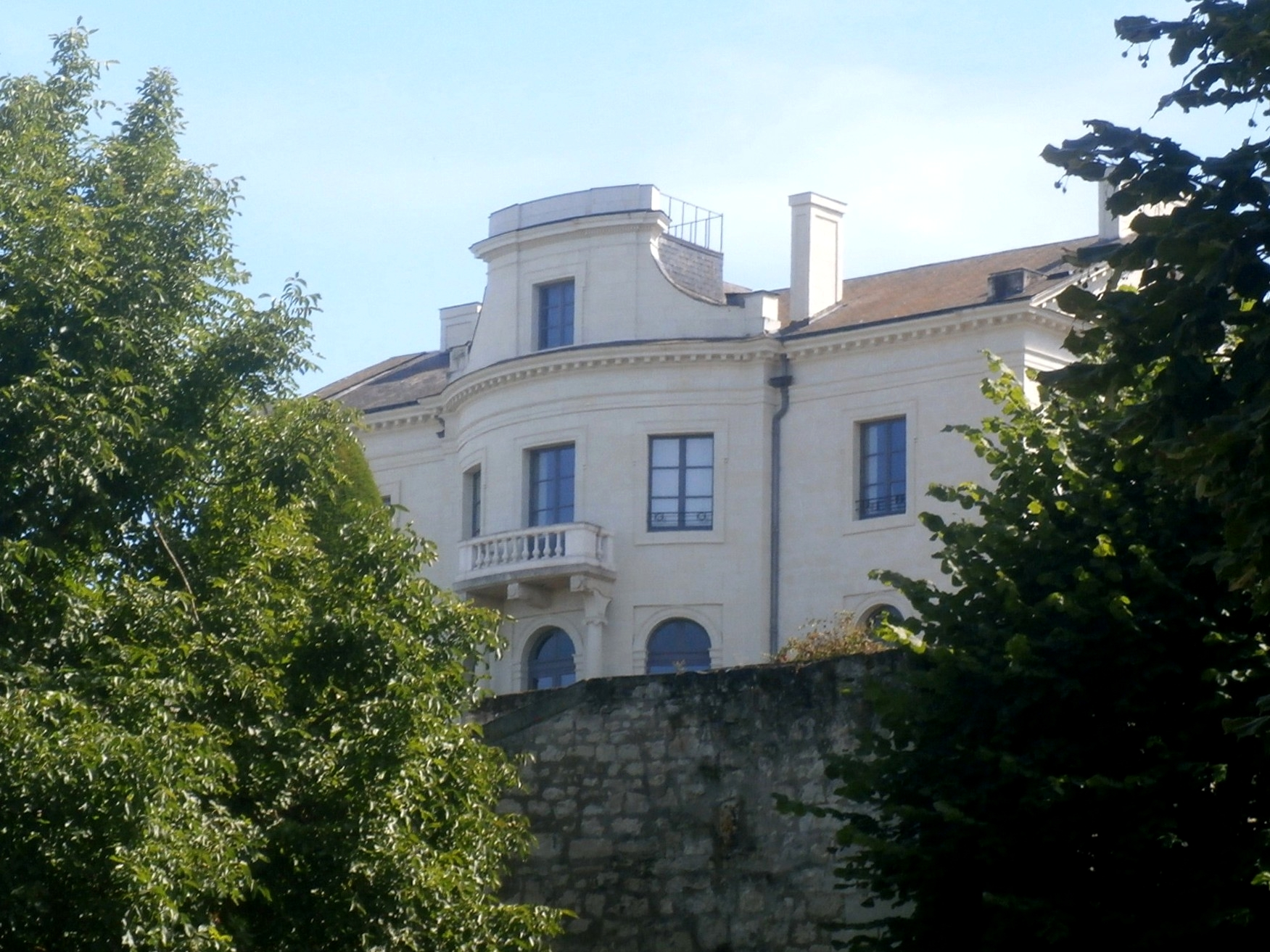
Le Château Neuf de Candes.

René Boylesve situe l'intrigue de son roman dans un château dont la localisation n'est pas explicitement précisée. Ce château se trouve toutefois non loin de Montsoreau et son parc est une réplique exacte de celui du château Neuf de Candes-Saint-Martin. Plusieurs autres toponymes cités dans le roman sont réels, sans pour autant que leur localisation soit attestée, comme Bourgueil, Chinon, Fontevrault, Rochecotte, Saumur ou l'abbaye de Ligugé.
L'époque du roman n'est pas non plus précisée, mais François Trémouilloux propose de le faire se dérouler sous le règne de Louis XV, suivant en cela Frédéric Martinez. Au début du roman, Jacquette n'est pas née alors qu'à la fin de l'ouvrage, elle commence à préparer sa première communion.

### Thèmes abordés
René Boylesve adopte un parti rédactionnel dans lequel il donne au lecteur l'impression qu'il écrit son roman au jour le jour, guidé par l'intrigue elle-même, et qu'il en découvre les développements en même temps que son lecteur lui-même. Le conte grivois ou érotique dissimule en fait une étude philosophique et Boylesve écrit à son sujet : « La Leçon d'amour dans un parc, [je la] considère comme un des plus sérieux de mes romans. » Dans ce roman l'auteur allie la truculence de Rabelais à l'esprit d'analyse de Voltaire.
L'éducation est volontiers abordée dans les œuvres de Boylesve. Il s'agit ici de celle donnée à Jacquette tout au long du roman, notamment lors de la scène finale par M. de Chemillé, et qu'elle retransmettra à sa poupée « Pomme d'Api ».
L'attitude de dissimulation de certains personnages face à des comportements à l'époque largement réprouvés n'est pas sans évoquer l'attitude de refoulement décrite par Freud dans ses publications sur ce sujet, parues trois ans après La Leçon d'amour... et dont Boylesve n'a donc pas pu s'inspirer.
Plusieurs autres œuvres de René Boylesve peuvent être considérées comme des suites, ou tout au moins s'inspirent des mêmes ressorts : Alcindor ou suite à la Leçon d'amour (1920), Les Nouvelles Leçons d'amour dans un parc (1924) et Dernier Mot sur l'amour (1926, posthume).

## Éditions
- La Leçon d'amour dans un parc, Paris, Éditions de la Revue blanche, 1902, 302 p. (édition originale).
- La Leçon d'amour dans un parc (ill. Antoine Calbet), Paris, Librairie Arthème Fayard, coll. « Modern-Bibliothèque » (1re éd. 1908), 125 p.
- La Leçon d'amour dans un parc (ill. Louis Clauss), Paris, Calmann-Lévy, coll. « Pourpre » (1re éd. 1920), 256 p.
- La Leçon d'amour dans un parc (ill. Paul-Émile Bécat), Paris, Les Heures claires, 1951, 186 p.

## Pour en savoir plus